# Anna de La Tour d'Auvergne
Anna d'Alvernia, in francese Anne d'Auvergne (1496 – Saint-Saturnin (Puy-de-Dôme), giugno 1524) fu signora de La Tour, contessa d'Alvernia e di Lauragais, dal 1501 e contessa consorte d'Albany, dal 1505 alla sua morte.
Fu l'ultima discendente dei Conti d'Alvernia e Boulogne della famiglia de La Tour d'Auvergne.

## Origine
Secondo la Histoire généalogique de la maison d'Auvergne, Anna era la figlia primogenita del conte d'Alvernia e di Lauragais, Giovanni III e della moglie, Giovanna di Borbone, figlia del Conte di Vendôme, Giovanni VIII di Borbone-Vendôme, e, secondo Pierre de Guibours, detto Père Anselme de Sainte-Marie o più brevemente Père Anselme, Isabelle de Beauvau, signora di Champigny e de la Roche sur Yon.
Secondo la Histoire généalogique de la maison d'Auvergne, Giovanni III de La Tour d'Auvergne era l'unico figlio maschio del conte d'Alvernia e conte di Boulogne, Bertrando II e della moglie, Luisa de la Trémoille, signora di Boussac e d Saint-Just, figlia del signore di la Trémoïlle, di Sully e di Craon, Giorgio, e della sua seconda moglie, Caterina de l’Isle-Bouchard.

## Biografia
Sua madre, Giovanna, era al suo secondo matrimonio, avendo sposato in prime nozze, il duca di Borbone e d'Alvernia, Giovanni II di Borbone, a cui aveva dato un figlio, Luigi, conte di Clermont (1488), morto in fasce.
Suo padre, Giovanni era stato fatto cavaliere, dal re di Francia, Luigi XII, nel 1498.
Nel 1500, Giovanni si ammalò e fece testamento, dove nominava sua erede Anna, la figlia primogenita, affidandola alla tutela della moglie, Giovanna.
Giovanni visse solo altri tre anni, dopo aver ricevuto la nomina a cavaliere; infatti morì il 28 marzo 1501 e fu sepolto nell'abbazia di Bouschet-Vauluisant Yronde-et-Buron, come da sua richiesta testamentaria. Nelle Contee d'Alvernia e di Lauragais gli succedette la figlia maggiore, Anna, come da sua volontà testamentaria, sotto la reggenza della madre, Giovanna.
Nel 1503, sua madre, si sposò per la terza volta con Francesco de La Pause, barone de la Garde; il contratto di matrimonio tra Giovanna di Borbone(dame Jeanne de Bourbon) e Francesco de La Pause (Francoise de La Pause) fu datato 27 marzo 1503.
Nel 1505, fu firmato il contratto di matrimonio di Anna col cugino, il duca d'Albany e principe di Scozia, Giovanni Stewart, figlio di Alexander Stewart, primo duca d'Albany e principe di Scozia e di Anna de La Tour d'Auvergne, sorella di suo padre, Giovanni III; il contratto di matrimonio tra John Stewart (monseigneur Jehan Stewart, duc d'Albanie) e Anna (madamoiselle Anne de Boulogne) fu datato 13 luglio 1505.
Anna seguì il marito anche in Scozia, in quanto dopo il 1513, John era stato nominato reggente per il cuginetto, Giacomo V di Scozia, di un anno. Nel 1524 Anna ed il marito ritornarono in Alvernia, in quanto Giacomo V era stato dichiarato maggiorenne, a soli 12 anni.
In quello stesso anno, Anna si ammalò e fece testamento; la Contea d'Alvernia fu lasciata alla giovane nipote, Caterina de Medici, figlia della sorella Maddalena (1500 † 1519), e di Lorenzo II, duca di Urbino (1492 † 1519), mentre la contea di Lauragais la lasciò al marito, Giovanni.
Anna si spense ne giugno 1524 nel castello di Saint-Saturnin (Puy-de-Dôme).

## Discendenza
Anna a Giovanni non diede alcuna discendenza:

## Ascendenza
|                                                              |                                      |                                                           | Genitori                             |  |  | Nonni |  |  | Bisnonni                                            |  |  | Trisnonni                        |  |
|                                                              |                                      |                                                           |                                      |  |  |       |  |  | Bertrando V de La Tour, conte d'Alvernia e Boulogne |  |  | Bertrando IV, signore de La Tour |  |
|                                                              |                                      |                                                           |                                      |  |  |       |  |  | Bertrando V de La Tour, conte d'Alvernia e Boulogne |  |  | Bertrando IV, signore de La Tour |  |
|                                                              |                                      | Maria I, contessa d'Alvernia e Boulogne                   |                                      |  |  |       |  |  | Bertrando V de La Tour, conte d'Alvernia e Boulogne |  |  |                                  |  |
| Bertrando VI de La Tour, conte d'Alvernia e Boulogne         |                                      |                                                           |                                      |  |  |       |  |  | Bertrando V de La Tour, conte d'Alvernia e Boulogne |  |  |                                  |  |
|                                                              |                                      | Giacomina di Peschin                                      | Luigi, signore di Peschin            |  |  |       |  |  |                                                     |  |  |                                  |  |
|                                                              |                                      | Giacomina di Peschin                                      | Luigi, signore di Peschin            |  |  |       |  |  |                                                     |  |  |                                  |  |
|                                                              |                                      | Giacomina di Peschin                                      | Isotta di Sully                      |  |  |       |  |  |                                                     |  |  |                                  |  |
| Giovanni III de La Tour, conte d'Alvernia e Lauragais        |                                      | Giacomina di Peschin                                      |                                      |  |  |       |  |  |                                                     |  |  |                                  |  |
|                                                              |                                      | Giorgio I, signore de la Trémoille                        | Guido VI, signore de la Trémoille    |  |  |       |  |  |                                                     |  |  |                                  |  |
|                                                              |                                      | Giorgio I, signore de la Trémoille                        | Guido VI, signore de la Trémoille    |  |  |       |  |  |                                                     |  |  |                                  |  |
|                                                              |                                      | Giorgio I, signore de la Trémoille                        | Maria, signora di Sully              |  |  |       |  |  |                                                     |  |  |                                  |  |
| Luisa de la Trémoille, signora di Boussac e Saint-Just       |                                      | Giorgio I, signore de la Trémoille                        |                                      |  |  |       |  |  |                                                     |  |  |                                  |  |
|                                                              |                                      | Caterina de l'Isle-Bouchard                               | Giovanni, signore de l'Isle-Bouchard |  |  |       |  |  |                                                     |  |  |                                  |  |
|                                                              |                                      | Caterina de l'Isle-Bouchard                               | Giovanni, signore de l'Isle-Bouchard |  |  |       |  |  |                                                     |  |  |                                  |  |
|                                                              |                                      | Caterina de l'Isle-Bouchard                               | Giovanna di Bueil                    |  |  |       |  |  |                                                     |  |  |                                  |  |
| Anna de La Tour, contessa d'Alvernia e Lauragais             |                                      | Caterina de l'Isle-Bouchard                               |                                      |  |  |       |  |  |                                                     |  |  |                                  |  |
|                                                              | Luigi I di Borbone, conte di Vendôme | Giovanni I di Borbone, conte di La Marche                 |                                      |  |  |       |  |  |                                                     |  |  |                                  |  |
|                                                              | Luigi I di Borbone, conte di Vendôme | Giovanni I di Borbone, conte di La Marche                 |                                      |  |  |       |  |  |                                                     |  |  |                                  |  |
|                                                              | Luigi I di Borbone, conte di Vendôme | Caterina, contessa di Vendôme                             |                                      |  |  |       |  |  |                                                     |  |  |                                  |  |
| Giovanni VIII di Borbone, conte di Vendôme                   | Luigi I di Borbone, conte di Vendôme |                                                           |                                      |  |  |       |  |  |                                                     |  |  |                                  |  |
|                                                              |                                      | Giovanna di Laval                                         | Giovanni, signore di Montfort        |  |  |       |  |  |                                                     |  |  |                                  |  |
|                                                              |                                      | Giovanna di Laval                                         | Giovanni, signore di Montfort        |  |  |       |  |  |                                                     |  |  |                                  |  |
|                                                              |                                      | Giovanna di Laval                                         | Anna, contessa di Laval              |  |  |       |  |  |                                                     |  |  |                                  |  |
| Giovanna di Borbone-Vendôme                                  |                                      | Giovanna di Laval                                         |                                      |  |  |       |  |  |                                                     |  |  |                                  |  |
|                                                              |                                      | Luigi di Beauvau, signore di Champigny e La Roche-sur-Yon | Pietro I, signore di Champigny       |  |  |       |  |  |                                                     |  |  |                                  |  |
|                                                              |                                      | Luigi di Beauvau, signore di Champigny e La Roche-sur-Yon | Pietro I, signore di Champigny       |  |  |       |  |  |                                                     |  |  |                                  |  |
|                                                              |                                      | Luigi di Beauvau, signore di Champigny e La Roche-sur-Yon | Giovanna di Craon                    |  |  |       |  |  |                                                     |  |  |                                  |  |
| Isabella di Beauvau, signora di Champigny e La Roche-sur-Yon |                                      | Luigi di Beauvau, signore di Champigny e La Roche-sur-Yon |                                      |  |  |       |  |  |                                                     |  |  |                                  |  |
|                                                              |                                      | Margherita di Chambley                                    | Ferry V, signore di Chambley         |  |  |       |  |  |                                                     |  |  |                                  |  |
|                                                              |                                      | Margherita di Chambley                                    | Ferry V, signore di Chambley         |  |  |       |  |  |                                                     |  |  |                                  |  |
|                                                              |                                      | Margherita di Chambley                                    | Giovanna di Launoy                   |  |  |       |  |  |                                                     |  |  |                                  |  |
|                                                              |                                      | Margherita di Chambley                                    |                                      |  |  |       |  |  |                                                     |  |  |                                  |  |

### Letteratura storiografica
- (FR)  Histoire généalogique de la maison d'Auvergne.
- (FR)  Justel, Histoire généalogique de la maison d'Auvergne.
- (FR)  Baluze, Histoire généalogique de la maison d'Auvergne, tome 1.
- (FR)  L'art de vérifier les dates des faits historiques, des chartes, des chroniques.
- (FR)  Histoire généalogique et chronologique de la maison royale de France, tomus I[collegamento interrotto].